# Pandúr

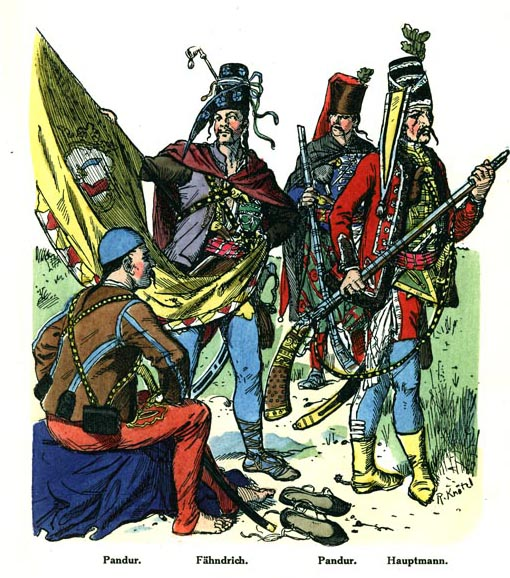
Horvát pandúrok (1742)

Eredetileg a pandúroknak a déli határőrvidéken határőri szolgálatot teljesítő szerb és szász katonákat nevezték. A 19. században már pandúroknak hívták a vármegyékben rendőri szolgálatot teljesítő fegyveres közegeket is.

## Zsandárok, csendőrök, pandúrok – mi a különbség?

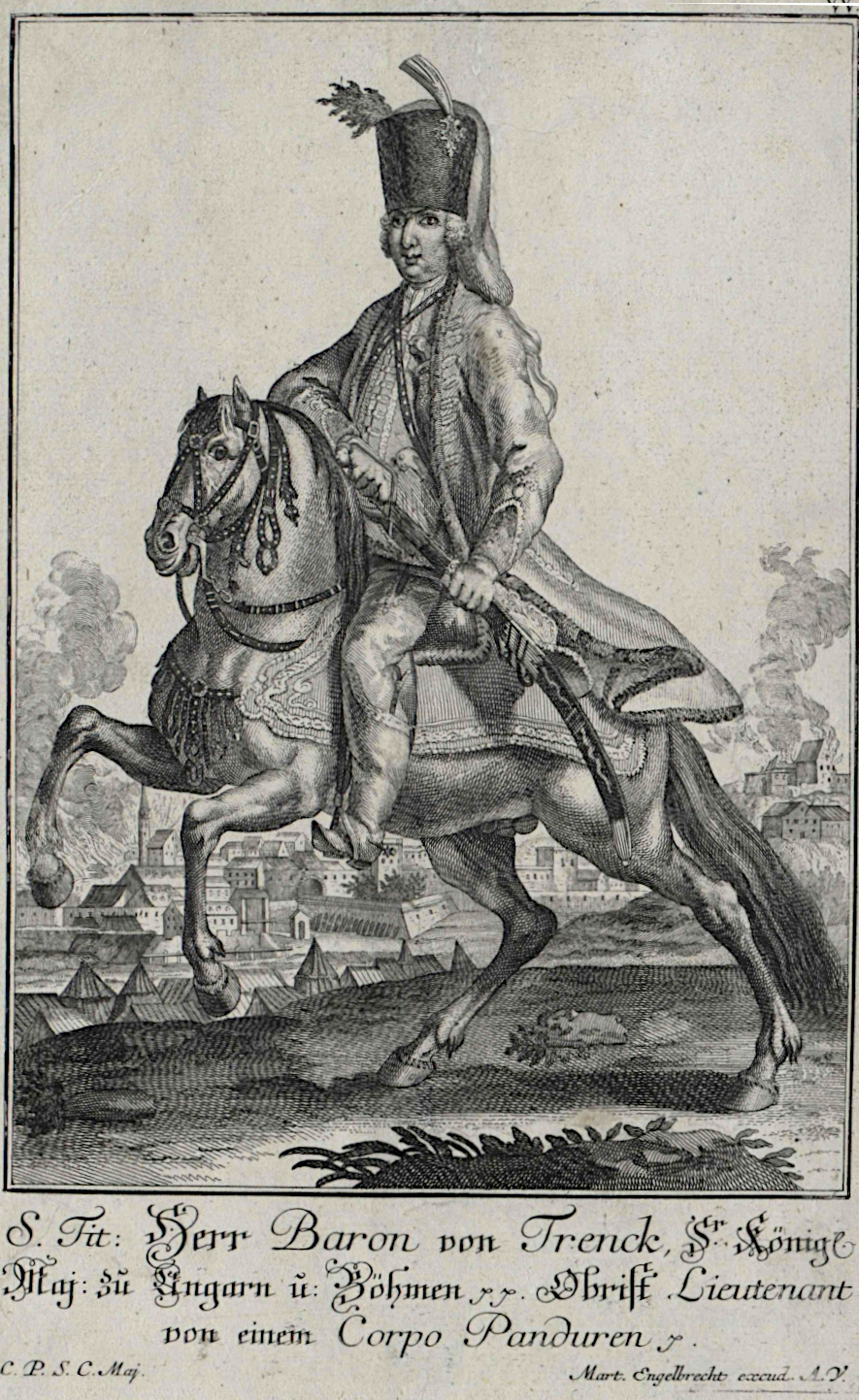
Trenk Ferenc a pandúrok ezredese

Az igen sikeres hadvezér báró Trenk Ferenc (1711–1749) ismert volt a pandúr csapatai miatt. Ezt a katonaságát először önkéntes és rendes közkegyelemben részesült szlavóniai hajdukokból (betyárok, zsiványok, rablók) állította össze, utóbb erőszakosan toborzott szlavóniai jobbágyokból. Trenk pandúrjai kiemelkedtek bátorságukkal, de fegyelmezetlenségükkel, erőszakosságukkal és fosztogatásaikkal is. Vonzotta a figyelmet a ruházkodásuk is.
A zsandárezredek felállítását egy 1849-es császári nyílt parancs rendelte el. A zsandárok feladata a nagyobb városokon kívüli területek közbiztonságának védelme és felügyelete volt. 1850-ben 16 zsandárezred volt a Habsburg birodalomban. 1867-ben a kiegyezéssel a magyarországi zsandárparancsnokságokat feloszlatták az erdélyi kivételével. 1876-ban az erdélyi zsandárparancsnokság is átalakult Magyar Királyi Erdélyi Csendőrséggé. 1881-ben felállították a Magyar Királyi Csendőrséget. A zsandárság tehát a csendőrség jogelődje volt és állami hatóságként tevékenykedtek, ezzel szemben a pandúrok a törvényhatóságok polgári szervei voltak éppúgy, mint az önkormányzati felügyeletű rendőrségek.
A pandúrrendszer utoljára az 1867–1881 közötti időszakban működött, amikor a zsandárság két ezred kivételével megszűnt, de az országos csendőrség még nem állt fel.

## A pandúrok és csendbiztosok feladatai

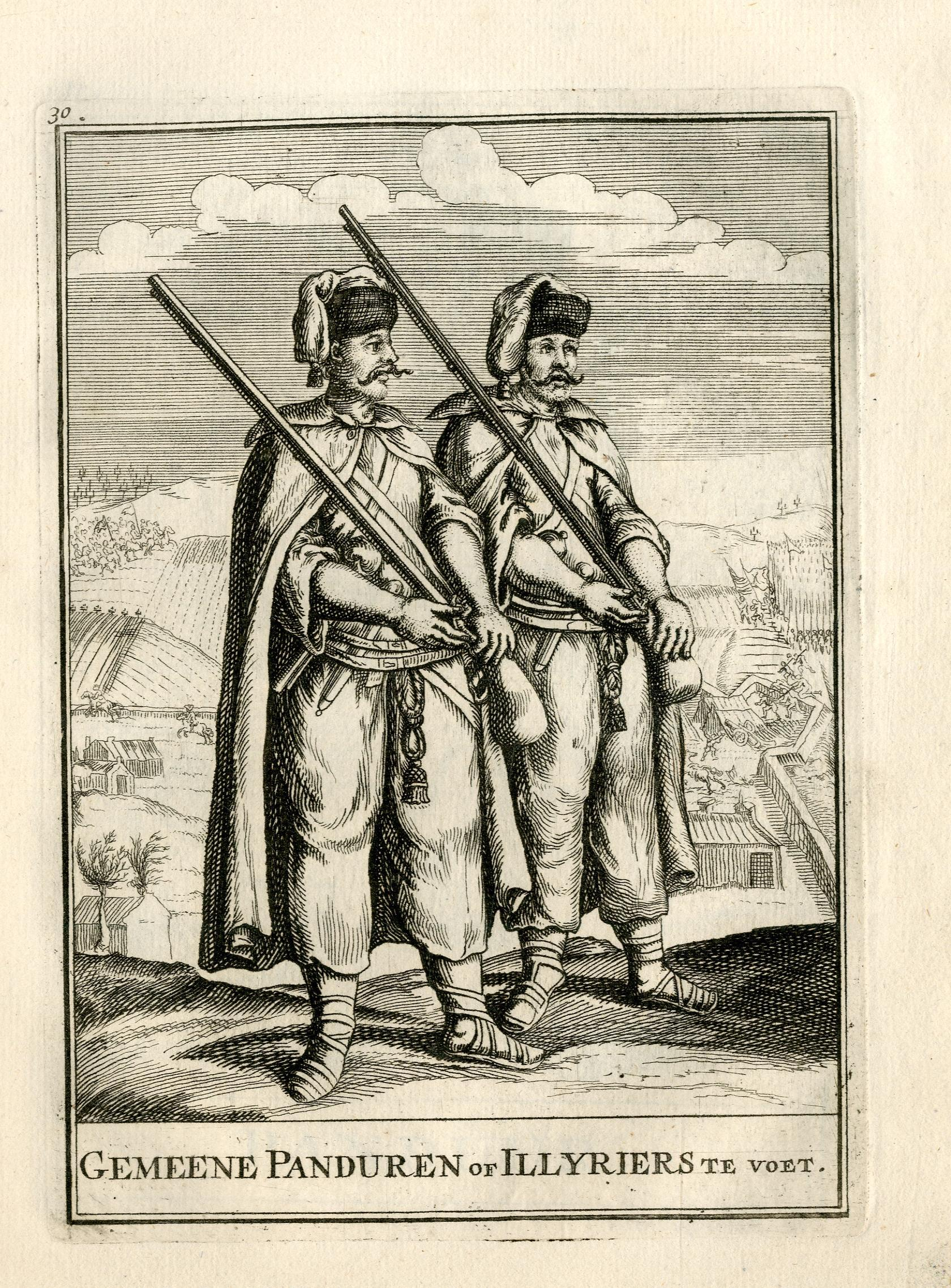
Pandúrok, 18. század

A közbiztonság érdekében felállított pandúrrendszer irányítói a csendbiztosok voltak. A pandúrok, de különösen a csendbiztosok hatáskörét a megyék saját igényeik szerint határozták meg. A jászkun területeken például csendbiztosoknak szemmel kellett tartaniuk a pusztákon megjelenő idegeneket, feljegyezték az állatokat őrzők nevét, a gyanús egyének adatait. A pusztákon tevékenykedő csendbiztosoknak kellett megakadályozni a juhászok közötti csereberét, és ők felügyeltek a kutakra is. Szigorúan tilos volt a csendbiztosoknak a pásztorokkal borozni, sőt a magánbeszélgetéseket is megtiltották. Ezzel szemben Győr vármegyében a csendbiztosok fizetés nélkül tevékenykedtek a közrend fenntartásáért. Híres csendbiztos volt Osváth Pál Bihar vármegyében. A tiszaeszlári per nyomozó csendbiztosa Barcza Dani volt. A mohácsi pandúroknak felügyelni kellett az útépítéseknél, árvízveszély idején a töltésekre is vigyázniuk kellett. Általában véve a csendbiztosoknak külön hivatali helyisége nem volt, feladataikat lakásukon látták el. A csendbiztosok vezették például a betyárok üldözését. Munkájuk nem volt veszélytelen. Rózsa Sándor például 1838-ban agyonlőtte az őt makói rablásai miatt üldöző csendbiztost. 1845-re öt megye pandúrjai üldözték.

## A pandúrrendszer hátrányai, korabeli megítélésük
A pandúrok létszáma néhány tíz fő volt megyénként. 1814-ben Somogy vármegyében a pandúrok létszámát 80-ról 120 főre növelték, akik 12 xr napibért kaptak és egyenruhával is ellátták őket (1867-ben a pandúrok létszáma elérte a 170 főt). Kiképzetlenek voltak. Mivel a pandúrok hatásköre adott vármegyékre terjedt ki, a bűnözők számára a legbiztosabb megoldás a szomszéd megyébe való menekülés volt, ahová üldözői nem követhették. A pandúrokat a Vasárnapi Ujság 1868-ban úgy jellemezte, mint helykén lóháton ülő becsületes, önérzetes és józan embereket. „Pandúrjaink igazi válogatott testőrsége az igazságnak és közrendnek. Erőteljes szép alakok, tekintélyesen, nem mint az utált zsandárok (…) Verekedők nagyon hallgatnak rájok, tolvajok elfutnak előlük, haramiák jobban respektálják mint a katonát, vasmarkuk fogására megalszik a csárdajáró jó vér, karikásuk pattintása elől bokorba bújik a bitang, és duplapuskájuk csövét kerüli a betyár”. A pandúroknak a 19. század sajtójában nincs rossz híre. Egressy Gábor 1855-ben a pandúrokat a magyar népélet jellegzetes képviselőinek nevezte. A hagyomány úgy tartja, hogy ha a zalai betyárok a veszprémi oldalra kerültek, a zalai pandúrok nem foghatták el őket, még ha egy asztalnál vacsoráltak is egy csárda ivójában.